# Sportklub Niederösterreich Sankt Pölten (femminile)

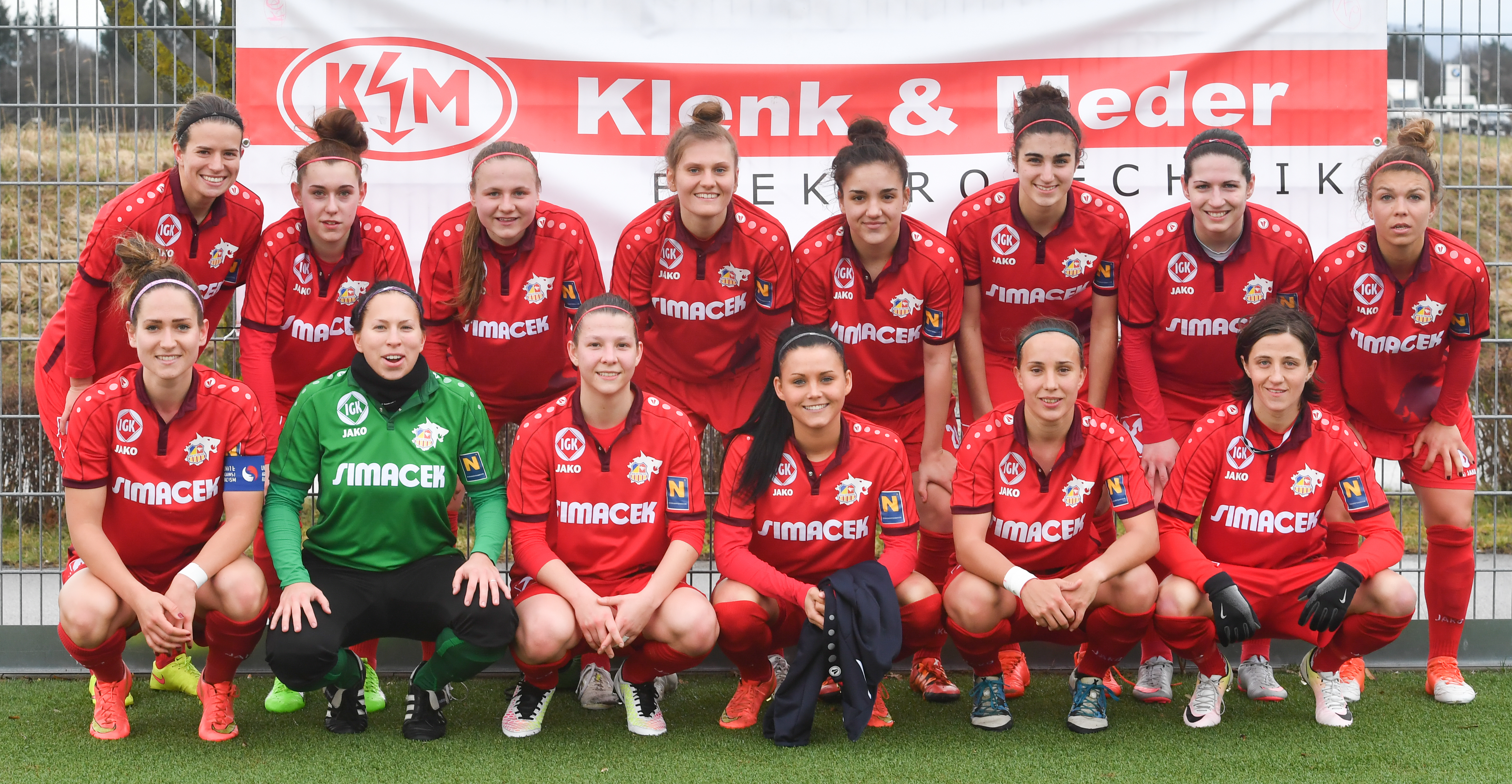
La rosa dello SKN St. Pölten Frauen nel 2017

Lo Sportklub Niederösterreich Sankt Pölten Frauen, citato anche nella sua forma contratta SKN St. Pölten Frauen o semplicemente St. Pölten, e come FSK Simacek St. Pölten per ragioni di sponsorizzazione, è una squadra di calcio femminile austriaca con sede a Sankt Pölten, capitale dello Stato federato della Bassa Austria. Milita nella ÖFB Frauen Bundesliga, massimo livello del campionato austriaco femminile di calcio, della quale ha vinto quattro edizioni.

## Storia
Il club venne fondato nel 2006 come sezione femminile dell'A.S.V. Spratzern. Venne iscritto nella Frauen Gebietsliga, quarto livello nazionale, e, vincendo il proprio raggruppamento, venne promosso in 1. Landesliga. Alla seconda stagione nel girone regionale della Bassa Austria venne promosso in Frauen 2. Liga, seconda serie nazionale. Alla prima stagione in 2. Liga perse gli spareggi promozione, che poi vinse nella stagione successiva 2010-2011, venendo così promosso in ÖFB-Frauenliga, massima serie del campionato nazionale, per la prima volta nella sua storia.
La prima stagione in ÖFB-Frauenliga venne conclusa con un secondo posto, replicato anche nelle due stagioni successive, sempre dietro al Neulengbach. Nella stagione 2012-2013 conquistò il suo primo trofeo, la Coppa d'Austria. Grazie al secondo posto conquistato al termine della stessa stagione 2012-2013, il club, con la nuova denominazione Frauen Sportklub St. Pölten-Spratzern, guadagnò l'accesso ai sedicesimi di finale della UEFA Women's Champions League 2013-2014. La prima partecipazione alla competizione UEFA si concluse subito ai sedicesimi con la sconfitta contro la Torres. Al termine della stagione 2014-2015 il St. Pölten-Spratzern pose fine alla serie di dodici vittorie consecutive del Neulengbach, vincendo per la prima volta la ÖFB Frauen Bundesliga con 17 vittorie e un pareggio su 18 partite. Replicò la stessa prestazione anche nella stagione 2015-2016, conquistando nuovamente anche la Coppa d'Austria. La seconda partecipazione alla UEFA Women's Champions League nell'edizione 2015-2016 ebbe epilogo analogo alla prima, venendo il St. Pölten-Spratzern eliminato subito ai sedicesimi di finale da una compagine italiana, questa volta l'AGSM Verona.
Il 17 giugno 2016 il club venne integrato nella struttura societaria del S.K.N. Sankt Pölten, diventandone la sezione femminile. La squadra vinse il campionato anche nelle stagioni 2016-2017 e 2017-2018, così come conquistò la Coppa d'Austria al termine delle stesse stagioni.
La partecipazione del club alla UEFA Women's Champions League dopo essersi interrotta ai sedicesimi, eliminato dal torneo dalle danesi del Brøndby nell'edizione 2016-2017, dalle inglesi del Manchester City in maniera più netta nell'edizione 2017-2018, e in seguito dalle francesi del Paris Saint-Germain (2018-2019) e dalle olandesi del Twente (2019-2020), nell'edizione edizione 2020-2021 approda per la prima volta agli ottavi di finale a discapito delle svizzere dello Zurigo.

## Palmarès
- Campionato austriaco: 10

2014-2015, 2015-2016, 2016-2017, 2017-2018, 2018-2019, 2020-2021, 2021-2022, 2022-2023, 2023-2024, 2024-2025
- Coppa d'Austria: 11

2012-2013, 2013-2014, 2014-2015, 2015-2016, 2016-2017, 2017-2018, 2018-2019, 2021-2022, 2022-2023, 2023-2024, 2024-2025

## Statistiche

### Risultati nelle competizioni UEFA
| Stagione | Competizione     | Fase                 | Avversario      | Risultato | Risultato | Risultato |
| Stagione | Competizione     | Fase                 | Avversario      | andata    | ritorno   | aggregato |
| -------- | ---------------- | -------------------- | --------------- | --------- | --------- | --------- |
| 2013-14  | Champions League | sedicesimi di finale | Torres          | 2-2       | 1-3       | 3-5       |
| 2015-16  | Champions League | sedicesimi di finale | AGSM Verona     | 4-5       | 2-2       | 6-7       |
| 2016-17  | Champions League | sedicesimi di finale | Brøndby         | 0-2       | 2-2       | 2-4       |
| 2017-18  | Champions League | sedicesimi di finale | Manchester City | 0-3       | 0-3       | 0-6       |

## Organico

### Rosa 2022-2023
Rosa, ruoli e numeri di maglia come da sito ufficiale e sito Federcalcio austriaca, aggiornati al 1º ottobre 2022.
| N. |                       | Ruolo | Calciatrice         |
| -- | --------------------- | ----- | ------------------- |
| 1  | Austria (bandiera)    | P     | Melanie Messner     |
| 3  | Germania (bandiera)   | D     | Anna Johanning      |
| 4  | Croazia (bandiera)    | D     | Leonarda Balog      |
| 6  | Austria (bandiera)    | D     | Lainie Fuchs        |
| 7  | Slovacchia (bandiera) | C     | Mária Mikolajová    |
| 8  | Austria (bandiera)    | C     | Claudia Wenger      |
| 9  | Germania (bandiera)   | A     | Rita Schumacher     |
| 10 | Svizzera (bandiera)   | C     | Isabelle Meyer      |
| 11 | Austria (bandiera)    | A     | Valentina Mädl      |
| 13 | Austria (bandiera)    | D     | Julia Mak           |
| 14 | Slovacchia (bandiera) | D     | Alexandra Bíróová   |
| 16 | Austria (bandiera)    | D     | Adina Hamidovic     |
| 17 | Germania (bandiera)   | P     | Luisa Palmen        |
| 18 | Austria (bandiera)    | A     | Melanie Brunnthaler |

| N. |                       | Ruolo | Calciatrice            |
| -- | --------------------- | ----- | ---------------------- |
| 19 | Austria (bandiera)    | D     | Julia Tabotta          |
| 20 | Austria (bandiera)    | C     | Jennifer Klein         |
| 21 | Austria (bandiera)    | C     | Sophie Hillebrand      |
| 22 | Austria (bandiera)    | A     | Stefanie Enzinger      |
| 23 | Ungheria (bandiera)   | A     | Bernadett Zágor        |
| 24 | Slovenia (bandiera)   | C     | Mateja Zver            |
| 26 | Germania (bandiera)   | P     | Carina Schlüter        |
| 27 | Austria (bandiera)    | C     | Jasmin Eder            |
| 29 | Ucraina (bandiera)    | C     | Oleksandra Yanieva     |
| 30 | Austria (bandiera)    | P     | Melissa Abiral         |
| 33 | Austria (bandiera)    | C     | Viktoria Birglechner   |
| 44 | Austria (bandiera)    | C     | Mariella Falkensteiner |
| 77 | Slovacchia (bandiera) | D     | Diana Lemesova         |

### Rosa 2020-2021
Rosa, ruoli e numeri di maglia come da sito ufficiale, aggiornati al 18 dicembre 2020.
| N. |                       | Ruolo | Calciatrice         |
| -- | --------------------- | ----- | ------------------- |
| 1  | Austria (bandiera)    | P     | Sophie Lindner      |
| 4  | Croazia (bandiera)    | D     | Leonarda Balog      |
| 6  | Austria (bandiera)    | C     | Lina Nowak          |
| 9  | Austria (bandiera)    | A     | Alina Schönbauer    |
| 10 | Svizzera (bandiera)   | C     | Isabelle Meyer      |
| 11 | Austria (bandiera)    | A     | Christina Edlinger  |
| 12 | Austria (bandiera)    | C     | Julia Hickelsberger |
| 13 | Austria (bandiera)    | D     | Catherine Schmidt   |
| 14 | Slovacchia (bandiera) | D     | Alexandra Bíróová   |
| 15 | Austria (bandiera)    | D     | Nadine Seidl        |
| 16 | Austria (bandiera)    | D     | Adina Hamidovic     |
| 17 | Austria (bandiera)    | A     | Lisa Marie Makas    |
| 18 | Austria (bandiera)    | A     | Melanie Brunnthaler |
| 19 | Austria (bandiera)    | D     | Julia Tabotta       |
| 20 | Austria (bandiera)    | C     | Jennifer Klein      |

| N. |                     | Ruolo | Calciatrice            |
| -- | ------------------- | ----- | ---------------------- |
| 22 | Austria (bandiera)  | A     | Stefanie Enzinger      |
| 23 | Ungheria (bandiera) | A     | Bernadett Zágor        |
| 24 | Slovenia (bandiera) | C     | Mateja Zver            |
| 25 | Austria (bandiera)  | C     | Johanna Rauchberger    |
| 27 | Austria (bandiera)  | C     | Jasmin Eder            |
| 28 | Austria (bandiera)  | C     | Jana Sophie Scharnböck |
| 30 | Austria (bandiera)  | P     | Melissa Abiral         |
| 31 | Austria (bandiera)  | D     | Johanna Haag           |
| 32 | Austria (bandiera)  | P     | Isabella Kresche       |
| 37 | Austria (bandiera)  | D     | Anna Bereuter          |
| 40 | Austria (bandiera)  | D     | Chiara Schwarzinger    |
| 42 | Austria (bandiera)  | D     | Leonie Müller          |
| 44 | Austria (bandiera)  | A     | Mariella Falkensteiner |
| 77 | Austria (bandiera)  | C     | Laetitia Barabas       |
| 89 | Croazia (bandiera)  | C     | Tea Krznarić           |

### Rosa 2019-2020
Rosa, ruoli e numeri di maglia come da sito ufficiale.
| N. |                       | Ruolo | Calciatrice              |
| -- | --------------------- | ----- | ------------------------ |
| 3  | Austria (bandiera)    | D     | Nicole Sauer             |
| 4  | Croazia (bandiera)    | D     | Leonarda Balog           |
| 5  | Austria (bandiera)    | D     | Gina Babicky             |
| 7  | Slovacchia (bandiera) | C     | Mária Mikolajová         |
| 8  | Austria (bandiera)    | C     | Carina Mahr              |
| 9  | Austria (bandiera)    | C     | Claudia Wasser           |
| 10 | Svizzera (bandiera)   | C     | Isabelle Meyer           |
| 11 | Austria (bandiera)    | A     | Christina Edlinger       |
| 13 | Austria (bandiera)    | A     | Lara Felix               |
| 14 | Slovacchia (bandiera) | D     | Alexandra Bíróová        |
| 15 | Austria (bandiera)    | D     | Nadine Seidl             |
| 17 | Austria (bandiera)    | A     | Valentina Schwarzlmüller |
| 18 | Austria (bandiera)    | A     | Melanie Brunnthaler      |
| 19 | Austria (bandiera)    | D     | Julia Tabotta            |
| 20 | Austria (bandiera)    | D     | Annabel Schasching       |

| N. |                     | Ruolo | Calciatrice            |
| -- | ------------------- | ----- | ---------------------- |
| 21 | Austria (bandiera)  | A     | Stefanie Enzinger      |
| 22 | Austria (bandiera)  | C     | Evelin Kurz            |
| 23 | Ungheria (bandiera) | A     | Bernadett Zágor        |
| 24 | Slovenia (bandiera) | C     | Mateja Zver            |
| 25 | Austria (bandiera)  | D     | Johanna Rauchberger    |
| 26 | Austria (bandiera)  | C     | Anna Holl              |
| 27 | Austria (bandiera)  | C     | Jasmin Eder            |
| 28 | Austria (bandiera)  | C     | Jana Sophie Scharnböck |
| 19 | Austria (bandiera)  | D     | Anna Rea               |
| 30 | Austria (bandiera)  | P     | Melissa Abiral         |
| 32 | Austria (bandiera)  | P     | Isabella Kresche       |
| 34 | Austria (bandiera)  | D     | Michela Croatto        |
| 48 | Ungheria (bandiera) | A     | Vanessza Nagy          |
| 77 | Austria (bandiera)  | D     | Laetitia Barabas       |